# Bertil Jansson (musiker)
Karl Bertil Jansson, född 19 juni 1907 i Österlövsta församling, Uppsala län, död 7 mars 1976 i Hållnäs församling, Uppsala län, var en svensk nyckelharpist, violinist och lantbrukare.

## Biografi
Jansson föddes 1907 i Österlövsta församling. Hans morfar var spelmannen Jan Erik Jansson. Jansson lärde sig spela silverbasharpa av Carl Bengtsson i Vavd, Hållnäs församling och Algot Karlsson i Lövstabruk. Karlsson tillverkade en kromatisk nyckelharpa till Jansson.